# جو مری‌ودر
جو مری‌ودر (انگلیسی: Joe Meriweather؛ زاده ۲۶ اکتبر ۱۹۵۳ درگذشته ۱۳ اکتبر ۲۰۱۳) یک بازیکن بسکتبال اهل ایالات متحده آمریکا بود.